# Hoplolabis armata
Hoplolabis armata là một loài ruồi trong họ Limoniidae. Chúng phân bố ở miền Tân bắc.